# ROMAG
ROMAGはアメリカのRohr, Inc.によって開発されたパーソナル・ラピッド・トランジット (PRT) システムである。リニア誘導モータを推進と浮上に使用する磁気浮上式システムである事が特徴である。
ROMAGはEdward Haltomによって原型が設計され、1969年にVero Inc.によって延伸された試験線が建設された車輪式のMonocabとして知られるシステムを基に開発された。Rohr社はVero社から設計を購入してROMAGに改良して1971年にチュラビスタの工場に独自の試験線を開設した。Vero試験線は後に交通博覧会 72の展示会場になった。
ROMAGはトロントのGO-Urban計画での使用を検討したが、類似のクラウス＝マッファイ・トランスアーバンに負けた。ラスベガスの開発に選定されたが資金難により、計画は停止した。Rohrは1973–1974 株価大暴落により開発を放棄して半分の資産を売却して中核事業の航空産業に戻った。1978年にボーイング・バートルがRohr社から設計を購入したが開発は進めなかった。

## 歴史

### Monocab
1953年からのMonocabは初期のPRTの設計の1形式だった。元はモノレールシステムの研究をしていたEdward Haltomによって開発された。Haltomは当時、ヴッパータール空中鉄道のような通常の大型のモノレール列車を単線上で毎時20から40台くらいの規模での運転時隔の装置を開発中だった。このようなはシステムを手ごろな乗客のために列車は100人を輸送可能な十分な大きさでなければならなかった。これはこのような大型の車輌に対応できる大型の案内路が必要で建設費が高くなり、現実的ではないと考えられた。
Haltomは彼の開発の方向を個々の小型車輌を高頻度での運行に適用するように転換した。小型の車輌は軽量で案内路も小型で廉価に出来た。駅での予備を廃止するために車輌が停止するために迂回する"オフライン"駅が使用された。彼は6人乗りで頭上の車輪で支持されMonocabシステムを設計した。大半の案内型の交通システムのように1方向に通過時には他方の軌道を動かすので転換に時間がかかり、運行間隔が制限されるという分岐器の困難な問題に悩まされた。

### Vero と Rohr
1960年代にHaltomは彼の概念をテキサス州GarlandのVero, Inc.に売却した。Vero は可動部の無い新しい分岐器を開発して本社に新しい試験線の建設を開始して1969年に開通した。
Vero社の試験線が開通して間もなく、HUD 報告書の影響はPRTの概念を強力に後押しした。当時、アポロ計画の緊縮でリチャード・ニクソンはベトナム戦争から撤退する方針だった。これらは航空宇宙産業にとっては同時に主要な収入源を失う事により、見通しが暗くなる懸念材料だった。
多くの航空企業が素早く収束して複数の大量交通計画を開始した。そのような企業の一社が他の航空機会社の下請けとして知られたRohr, Inc.だった。1970年の連邦交通局 (UMTA)の契約の下で高速鉄道のフランスのアエロトランのライセンスを購入して空気浮上式鉄道 (TACV)の開発を開始していた。同時期、広範囲に関心を持ち。PRTも開始して1971年にRohr社はVero社からMonocabを購入した。

### ROMAG
原型の設計とは異なり、Rohrは基本概念のより"宇宙時代"版であるROMAGを決定した。ROMAGはオフライン駅と中心ルートをの同じ概念を使用したが車輪支持から磁気浮上に変更して従来の電気モーターからリニア誘導モータ (LIM)に変更した。 これらの変更により、ドアとファン以外の車輌の主要な可動部品が除去され、大幅に信頼性が向上して整備費用が低減できるとされた。
2基のLIMが車輌の両側に1基ずつ設置され、特有の配置法により、浮上と走行の両方に使用された。 非接触の浮上装置により円滑な乗り心地で静粛で人家に近い都市部での環境での運行が予想された。システムは物理的な接触での推進に依存しなかったので雨や雪で覆われた時でも影響は軽微で、急勾配での登坂力があり急曲線を通過できた。
単線で双方向を走行するように、1本の軌道の上下を走行する異なる形式が開発された。これにより建設費を低減した。新しい設計は1971年3月6日に初めて走行し、試験線はRohr社のカリフォルニア州のチュラビスタ工場に建設された。

### 販売の努力
Rohrはアメリカとカナダでの多様なPRTの入札に参加した。カナダではトロントの主要なPRTの4路線でGO-Urban計画に参加した。オンタリオ州政府は州内での現地生産を条件に課した事でオンタリオ州サンダーベイで設計するホーカー・シドレー・カナダと地元で生産して北アメリカ市場への販売拠点を備える事に合意したクラウス＝マッファイの参加を例外として大半の計画は除去された。ROMAGに似た設計のクラウス＝マッファイのトランスアーバンが契約を獲得した。 ROMAGが検討された他の計画は大幅に小規模なラスベガスの計画のみだったが資金難で中止された。
ROMAGはワシントンD.C.のワシントン・ダレス国際空港で開催された交通博覧会 72に出展した主要なPRTの一つだったが、磁気浮上式はカリフォルニアのRohrの敷地内のみに設置されており博覧会会場では代わりにVero社の古い車輪式が使用された。 博覧会の終了後、UMTAはボーイング、オーチスとRohrによる、これらのシステムの開発を継続するためにAdvanced Group Rapid Transit (AGRT)計画を開始した。第1段階のAGRTは1974年2月に開始され、ROMAGは受け取ったが他社よりも予算が少なかった。 第2段階の計画は元の予定では1979年に終了したが後に1981年まで延長された。Rohrはシステムをこの時点でボーイングに売却する事を決め、1978年2月3日に売却された。

## 文献
- John Edward Anderson, "Some Lessons from the History of Personal Rapid Transit", 4 August 1996
- Edmund Rydell, "The Transportation Renaissance: The Personal Rapid Transit Solution", Xlibris Corporation, 2001
- Paul Wahl, "Personal Rapid Transit", Popular Science, November 1971
- David Scott and John Free, "Maglev: How they're Getting Trains off the Ground", Popular Science, December 1973 p. 95
- Mike Filey, "Toronto Sketches 5: The Way We Were", Dundurn Press, 1997, ISBN 1-55002-292-X
- Advanced Group Rapid Transit Project Advisory Panel (Panel), "Impact of Advanced Group Rapid Transit Technology", NTIS #PB80-153323, January 1980